# Апуринан (язык)
Апуринан (Apurinã, Ipurinãn, Kangite, Popengare) — южноаравакский язык, принадлежащий к группе пиро аравакской языковой семьи, на котором говорит народ апуринан, проживающий в штатах Акри и Амазонас (рассеяны вокруг реки Пурус от реки Бранко к реке Манаус) в Бразилии.
Самоназвание племени - Popikariwakori, название "апуринан" является общеупотребительным в португальском языке и предположительно было дано соседним племенем катавиши при его контакте с европейцами.

## Генеалогическая и ареальная информация
Язык апуринан относится к группе пурус южной ветви аравакской семьи языков и входит в число 170 языков коренных народов Бразилии. Самым близким к апуринан живым языком является пиро.
Sidney da Silva Facundes в работе [Facundes, 2000] отмечает, что при сравнении речи жителей разных деревень можно увидеть значительные отличия, которые заметны и самим носителям (например, при прослушивании аудиозаписи с речью человека из другой деревни носители находят "ошибки"). Однако, по мнению исследовательницы, корректнее будет называть подобные разновидности речи не диалектами, а, скорее, локальными вариантами апуринан. Частые миграции населения также приводят к тому, что в рамках одной деревни могут проживать носители нескольких вариантов языка. К сожалению, данных о вариантах апуринан, используемых в разных деревнях, недостаточно, очень мало известно также и о влиянии билингвизма и контактов с португальским языком на владение апуринан.

## Социолингвистическая информация
Численность народа апуринан составляет примерно 2000 человек, однако менее 30% из них свободно говорят на апуринан [Facundes, 2000:35]. Апуринан в основном проживают родственными группами в деревнях. Оценить точное число носителей затруднительно, так как семьи апуринан часто мигрируют из одного региона в другой из-за конфликтов с другими членами сообщества или эпидемий, неизвестно также и количество носителей, проживающих в городах.
Бо́льшая часть носителей двуязычны и свободно владеют португальским языком, однако существуют и преимущественно одноязычные сообщества, зачастую изолированные от городов и других поселений (деревня Tumiã). В настоящее время происходит языковой сдвиг, во многих поселениях апуринан практически не передается детям. Апуринан находится под угрозой исчезновения, со стороны государственных органов отсутствуют какие-либо действия по сохранению языка, практически нет возможности использовать апуринан в обучении или профессиональной деятельности. Лингвисты, занимавшиеся изучением апуринан, (Wilbur Pickering, Sidney da Silva Facundes) пытались разрабатывать систему письма и создавать тексты, повышать уровень грамотности среди жителей, однако в большинстве населенных пунктов обучение чтению и письму на апуринан почти не ведется.

## Типологическая характеристика

### Тип выражения грамматических значений
Язык апуринан является полисинтетическим [Facundes, 2000: 614].
nhi-nhipoko-ta-napano-ka
1SG-есть-VBLZ-IMMIN-PRED
'Я сейчас начну есть.'
nhi-nhika-(ta)-pe
1SG-есть-VBLZ-PFTV
‘Я уже поел.’

### Характер границы между морфемами
Апуринан ближе к агглютинативным языкам, чем к фузионным [Facundes, 2000: 52]. Границы между морфемами хорошо различимы. Как правило, одному аффиксу соответствует одно значение, за исключением показателей лица, числа и рода.
nota-ma           uwa-kata                     sãki-rewa-ta-pe                                  kona    nu-sa-ru
1SG-FRUST   3SG.M-ASSOC          говорить-INTR-VBLZ-PFTV                не        1SG-пойти-3M.O
‘Я говорил с ним, но я не пошел (с ним).’

### Локус маркирования в посессивной именной группе и предикации
Маркирование в посессивной именной группе является вершинным.
tokatxi             xika-re
Токатши         песня-POSS
‘Песня Токатши’
Маркирование в предикации также является вершинным.
u-muteka         kuku  
M-бежать       мужчина
‘Мужчина бежит.’

### Тип ролевой кодировки
В языке апуринан используется активная стратегия ролевой кодировки, то есть субъект при непереходном глаголе может оформляться как агенс или как пациенс.
mipa    keta-ru                        uwa-nhi
Мипа  стрелять-3M.O          3SG.M-AFFECT
‘Мипа выстрелил в это.’
mita-ru                           aiko
быть большим-3M.O   дом
‘Дом большой.'
aiko-nhi          iri-pe
дом-AFFECT падать-PFTV
‘Дом обвалился.’

### Базовый порядок слов
В апуринан полусвободный порядок слов [Facundes, 2000: 546]. В текстах встретились примеры порядков SOV, SVO, OSV, OVS, а при элицитации предложений также и порядок VOS. В качестве возможного базового порядка слов назывались OSV [Pickering, 1973] и SVO [Aberdour, 1985: 27], выдвигается также и версия о том, что для апуринан нельзя определить базовый порядок слов [Aberdour, 1985: 27].
ata       uwa      maporoka (SOV)
1PL     3SG.M придвинуть
‘Мы придвинули это.’
uwa      ata      maporoka (OSV)
3M.SG 1PL    придвинуть
‘Мы придвинули это.’
owa     maporoka-ru               uwa (SVO)
3F.SG  придвинуть-3M.O     3M.SG
‘Она придвинула это.’
uwa                 o-maporoka                owa (OVS)
3M.SG            3F.S-придвинуть       3F.SG
‘Она придвинула это.’
a-maporoka-ru                     uwa                ata (VOS)
1PL-придвинуть-3M.O       3M.SG            1PL
‘Мы придвинули это.’

## Языковые особенности

### Морфология

#### Маркер -napano
Суффикс -napano обозначает действие, которое должно вот-вот начаться.
nhi-nhipoko-ta-napano-ka
1SG-есть-VBLZ-IMMIN-PRED
'Я сейчас начну есть.'

#### Маркер -nhi
Суффикс - nhi обозначает, что объект подвергся какому-то влиянию, как правило негативному. Например, если -nhi присоединяется к существительному powa 'озеро', то powa-nhi будет означать 'высохшее озеро'.
anãpa   akatsata-ru      kuki-nhi
собака кусать-3M.O   мужчина-AFFECT
‘Собака укусила пострадавшего мужчину.’

#### Непосессивный маркер - txi
Суффикс - txi присоединяется к неотчуждаемым существительным, которые по умолчанию маркированы как имеющие посессора.
awa-ru                        sere˜ka-txi
здесь.быть-3M.O     танец-UNPOSS
‘Здесь был танец.’
ata       sere˜ka
1PL     танец.POSS
‘наш танец’

#### Отсутствие прилагательных и наречий
Sidney da Silva Facundes в работе [Facundes, 2000], описывая систему частей речи языка апуринан, не называет среди них прилагательные и наречия. Функцию прилагательных в апуринан выполняют классификаторы (classificatory nouns) и описательные глаголы (descriptive verbs).
Классификаторы могут использоваться как в буквальном, так и в метафорическом значениях и присоединяются, как правило, к существительным, обозначающим предметы. Например, классификатор - muna 'хобот' при присоединении к существительному будет обозначать цилиндрическую форму этого предмета. Аналогично классификатор -ke 'палочка' может обозначать вытянутый предмет, в том числе худобу человека, если -ke присоединяется к имени.
Количество описательных глаголов больше количества классификаторов. Они также представляют собой открытый класс и могут образовываться от существительных путем присоединения атрибутивных маркеров.
pooma-no                               nota
быть горячим-1SG.O           1SG
‘Мне жарко.’
katsopu-ru                  hu˜wu
быть белым-3M.O    цветок
‘Цветок белый.’
Роль наречий выполняют наречные частицы или глагольные аффиксы. Facundes [Facundes, 2000: 344] указывает, что наречные частицы скорее входят в класс частиц, чем представляют собой отдельную часть речи, так как их количество очень мало и они представляют собой закрытый класс, то есть не могут образовываться от других слов или заимствоваться.
watxa              nu-su-pe-ka
сегодня           1SG-уходить-PFTV-PRED
‘Я ухожу сейчас.’
kaikiripi          akatsa-wari-ta-no
змея                кусать-ALMOST-VBLZ-1SG.O
'Змея (обыкновенная жарарака) почти укусила меня'.

## Некоторые фразы
- Waikai? - общее приветствие, буквально "Вы здесь?"
- Waikarãnu - ответ на Waikai
- Waikarãnuta - ответ на Waikai
- Waikai pite? - общее приветствие, буквально "Вы здесь?"
- Waikarãnu nota - ответ на Waikai pite
- Aranggai? - общее приветствие, буквально "Вы там?"
- Hỹkanỹka - общее приветствие, "Войдите!", "Поднимайтесь наверх!"
- Pukanũkowata - общее приветствие, "Войдите!", "Поднимайтесь наверх!"

## Список сокращений
AFFECT - маркер того, что объект подвергся какому-то влиянию, как правило, негативному (affectedness marker)
ALMOST - почти
ASSOC - ассоциативный косвенный падеж
F - женский род
FRUST - фрустратив
IMMIN - маркер действия, которое должно вот-вот начаться
INTR - непереходный глагол
M - мужской род
O - объект
PFTV - перфект
PL - множественное число
POSS - обладаемое
PRED - предикативный маркер
S - субъект
SG - единственное число
UNPOSS - маркер непосессивности у обладаемого существительного
VBLZ - вербализатор
1 - первое лицо
3 - третье лицо